# Гори Тенцинга

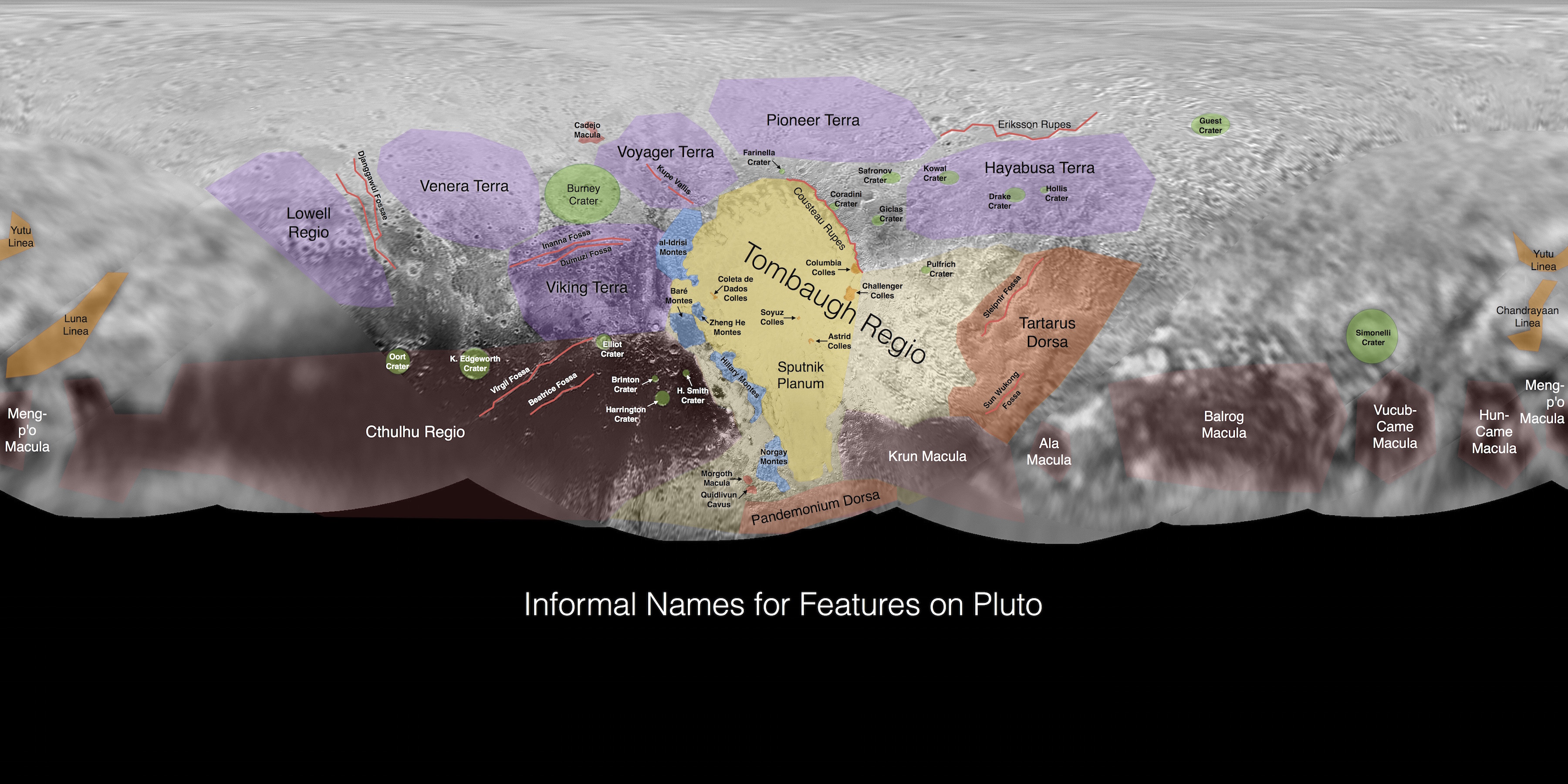
Гори Тенцинга (блакитний колір) між грядою Пандемоніуму й рівниною Супутника.

Гори Тенцинга (англ. Tenzing Montes) — система гір на Плутоні, що розташована на півдні рівнини Супутника й на півночі від гряди Пандемоніуму. Майже 280 км у поперечнику. Назву затверджено МАСом 8 серпня 2017 року. Гори іменовано на честь Тенцинга Норгея, який 1953 року разом із Едмундом Гілларі вперше досяг вершини найвищої гори Землі, Евересту.